# Friedrich August von Schack (Offizier)
Friedrich August von Schack (* 18. Dezember 1818 in Wolken (heute Ortsteil von Bützow); † 16. August 1870 bei Vionville) war ein preußischer Oberst und Kommandeur des 1. Hannoverschen Ulanen-Regiments Nr. 13.

## Leben
Friedrich August von Schack entstammte dem Uradelsgeschlecht von Schack. Er war der Sohn des Großherzoglichen Oberforstmeisters für das Domanialamt Bützow Friedrich Ferdinand von Schack (* 7. November 1780 in Kopenhagen; † 30. Mai 1855 in Wolken) und dessen Ehefrau Sophie Friederike, geborene von Lützow (* 11. September 1789 im Groß Salitz; † 9. Januar 1828 in Wolken).
Schack wurde zunächst im Kadettenkorps erzogen und am 1. März 1835 als charakterisierter Portepeefähnrich dem 5. Ulanen-Regiment der preußischen Armee überweisen. Dort in Düsseldorf erhielt er am 18. Dezember desselben Jahres das Patent zu seinem Dienstgrad und avancierte am 10. Januar 1838 zum Sekondeleutnant. Gut ein Jahrzehnt später wurde ihm am 19. Dezember 1848 mit dem Charakter als Premierleutnant der Abschied mit seiner Armeeuniform bewilligt. Er trat daraufhin in schleswig-holsteinische Dienste und nahm vom 13. Januar 1849 bis zum 7. Mai 1850 als Rittmeister des 2. Holsteinischen Dragoner-Regiments an der Erhebung gegen Dänemark teil.
Am 28. Mai 1853 wurde Schack unter Stellung à la suite des 6. Ulanen-Regiments wieder in der Preußischen Armee angestellt und am 10. September desselben Jahres erhielt er das Patent als Premierleutnant. Nachdem er am 19. Mai 1855 in das 8. Ulanen-Regiment versetzt worden war, wurde er am 10. Juli 1855 dem 6. Ulanen-Regiment aggregiert.
Am 9. Oktober 1855 heiratete Schack in Langensalza Marie von Borke (* 2. Juli 1836 in Langensalza; † 6. September 1858 ebenda), mit der er keine Kinder hatte und die kaum drei Jahre später in ihrem Geburtsort verstarb.
Am 14. Dezember 1858 stieg Schack zum Rittmeister und Chef der 1. Eskadron auf. Aus dieser Stellung wurde er am 12. Mai 1860 zum 3. kombinierten, dem späteren 2. Brandenburgischen Ulanen-Regiment Nr. 11 abkommandiert, am 1. Juli in dieses, aber bereits am 1. Oktober des. Jahres mit einem Patent vom 16. Juli 1855 in das 2. Garde-Ulanen-Regiment versetzt. Am 9. Mai 1863 wurde Schack unter Beibehalt seiner Eskadron zum Major befördert und noch am 19. Dezember desselben Jahres zum Kommandanten des Hauptquartiers für die nach Holstein bestimmte Armee ernannt. Am 10. September 1864 wurde Schack zum etatmäßigen Stabsoffizier ernannt, kehrte jedoch bereits am 28. desselben Monats zum Regiment zurück. Für die Dauer des mobilen Verhältnisses wurde er am 21. Mai 1866 zum Kommandanten des Hauptquartiers der 1. Armee ernannt, eine Aufgabe, von der er am 17. September 1866 entbunden wurde.
Am 30. Oktober 1866 wurde Schack als Oberstleutnant zum Kommandeur des neu errichteten Ulanen-Regiments Nr. 13 in Hannover ernannt, das im späteren hannoverschen Stadtteil Zoo in Garnison lag. In dieser Eigenschaft avancierte er am 26. Juli 1870 zum Oberst.
Schack fiel am 16. August 1870 während des Krieges gegen Frankreich in der Schlacht bei Mars-la-Tour. Er galt zunächst als vermisst, bis eine Feldgendarmerie-Patrouille des VII. Armee-Korps den Gefallenen in der Feldmark von Ville sur Yron ermittelte, „unweit der la Grange Fe an einem kleinen Gehölz“, wo Einwohner des Ortes Ville sur Yron am 20. August 1870 den von einer Kugel tödlich Verwundeten bestattet hatten.
Am 20. August 1870 wurde Schack in Mars-la-Tour beigesetzt.

## Schackstraße
Die noch zur Zeit des deutschen Kaiserreichs im Jahr 1906 angelegte Schackstraße im heutigen hannoverschen Stadtteil Zoo ehrt seitdem durch ihre Namensgebung den Obersten der dort ehemals gelegenen Kasernen des Königs-Ulanen-Regiments (1. Hannoversches) Nr. 1.

## Archivalien
Archivalien von und über Friedrich August von Schack finden sich beispielsweise
- im Geheimen Staatsarchiv Preußischer Kulturbesitz im Kontext „Offizierswitwenkasse und andere militärische Versorgungsstellen“ für die Laufzeit 1871 bis 1922, Archivsignatur IV. HA, Rep. 7, Nr. 1315[9]